# Yokohama Kōsoku Tetsudō
Die Yokohama Kōsoku Tetsudō (jap. 横浜高速鉄道株式会社, Yokohama kōsoku tetsudō kabushiki-gaisha, dt. Yokohama-Schnellbahngesellschaft, engl. Yokohama Rapid Railway) ist eine japanische Bahngesellschaft mit Sitz in Yokohama in der Präfektur Kanagawa.

## Unternehmen
Bei der Yokohama Kōsoku Tetsudō handelt es sich um ein so genanntes Unternehmen des dritten Sektors, das zwei Bahnlinien besitzt. In ihrem Auftrag erfolgt der Bahnbetrieb durch die private Bahngesellschaft Tōkyū Dentetsu, die auch für den Unterhalt der Fahrzeuge zuständig ist. Die wichtigsten Aktionäre sind die Stadt Yokohama (63,48 %), die Präfektur Kanagawa (8,87 %), Tōkyū Dentetsu (4,44 %), Mitsubishi Estate (3,73 %), die Development Bank of Japan (1,97 %) und Keikyū (1,66 %).

## Streckennetz

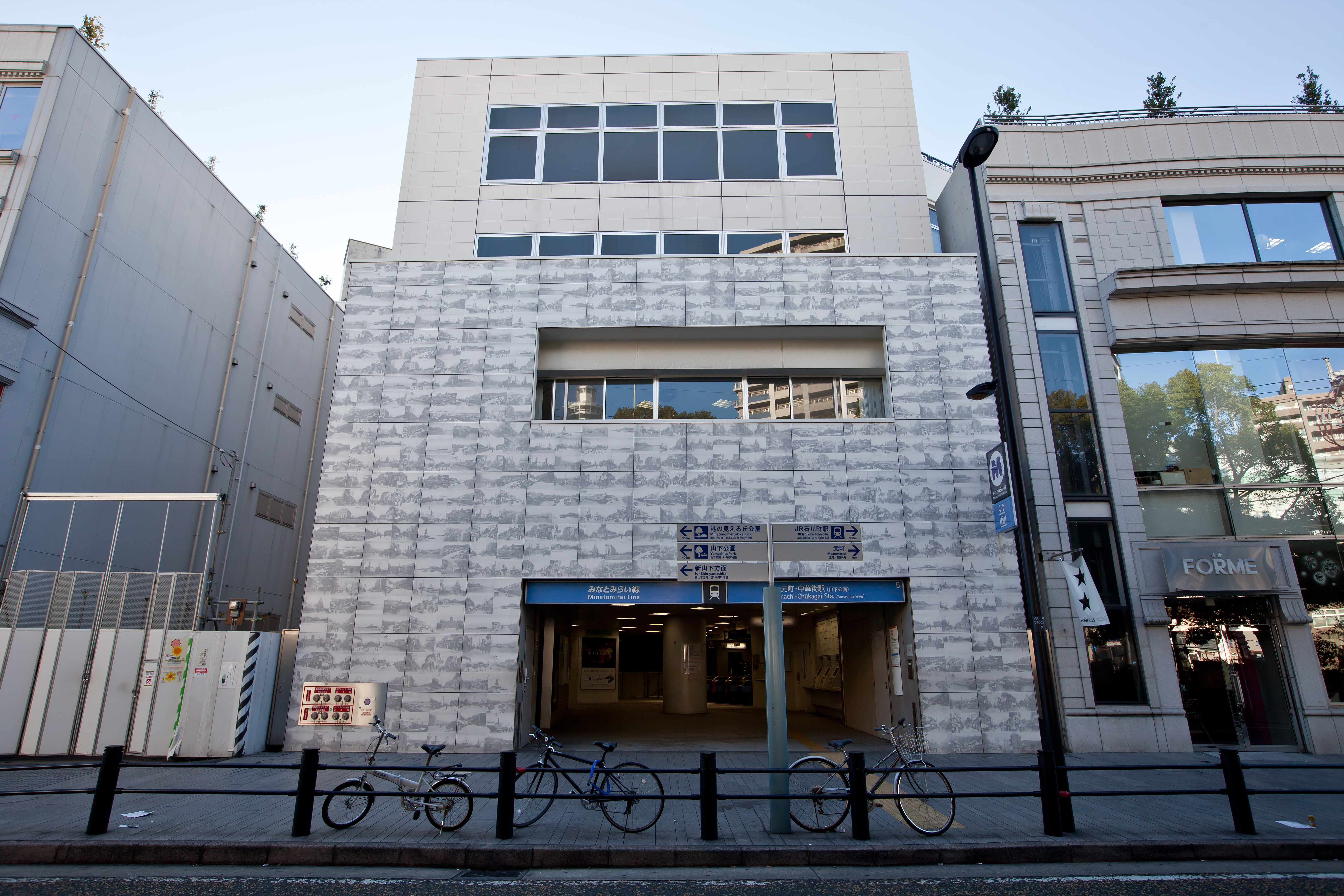
Geschäftssitz der Yokohama Kōsoku Tetsudō

Die Yokohama Kōsoku Tetsudō verfügt über zwei Bahnlinien in Yokohama mit einer Gesamtlänge von 7,5 km:
| Name der Linie     | Strecke                       | Länge  | Eröffnung / Übernahme |
| ------------------ | ----------------------------- | ------ | --------------------- |
| Kodomonokuni-Linie | Nagatsuta – Kodomonokuni      | 3,4 km | 1967 / 1997           |
| Minatomirai-Linie  | Yokohama – Motomachi-Chūkagai | 4,1 km | 2004                  |

Die Minatomirai-Linie ist eine direkte Fortsetzung der Tōyoko-Linie der Tōkyū Dentetsu nach Shibuya, die dort seit 2013 zur Fukutoshin-Linie der U-Bahn Tokio durchgebunden wird. Diese wiederum ermöglicht einen durchgehenden Bahnverkehr zur Ikebukuro-Linie der Seibu Tetsudō sowie zur Tōjō-Hauptlinie der Tōbu Tetsudō, ohne dass umgestiegen werden muss.

## Geschichte
Die Stadt Yokohama gründete das Unternehmen am 29. März 1989 im Rahmen des Stadtenwicklungsprojekts Minato Mirai 21. Nachdem 1990 die Pläne für eine dritte U-Bahn-Linie endgültig gescheitert waren, beschloss das Unternehmen stattdessen, eine Eisenbahngeschäftslizenz zu erwerben und eine Kooperation mit der Tōkyū Dentetsu einzugehen. Die Bauarbeiten an der Minatomirai-Linie begannen im November 1992. In der Zwischenzeit erwarb sie am 1. August 1997 die bisher ausschließlich dem Ausflugsverkehr dienende Kodomonokuni-Linie und erneuerte sie komplett; seit 29. März 2000 wird sie für den regulären Vorortsverkehr genutzt. Bedingt durch große Umbauarbeiten im Bahnhof Yokohama und andere Schwierigkeiten dauerte der Bau der Minatomirai-Linie über elf Jahre. Schließlich konnte sie am 1. Februar 2004 eröffnet werden.